# الدوري البلجيكي الممتاز 1898-99
الدوري البلجيكي الممتاز 1898-99 (بالفرنسية: Championnat de Belgique de football 1898-1899)‏ هو الموسم 4 من الدوري البلجيكي الممتاز. أقيم بتاريخ 30 أكتوبر 1898، وأشرف على تنظيمه الاتحاد الملكي البلجيكي لكرة القدم، وكان عدد الأندية المشاركة فيه 9، وفاز فيه نادي لييج.